# Bộ Ngoại giao (Cuba)
Bộ Ngoại giao (tiếng Tây Ban Nha: Ministerio de Relaciones Exteriores), viết tắt MINREX, là cơ quan chính phủ Cuba chịu trách nhiệm giám sát quan hệ đối ngoại của Cuba. Bộ này được thành lập vào ngày 23 tháng 12 năm 1959, thay thế Bộ Quốc vụ (Ministerio de Estado) của chế độ cũ nhằm đương đầu với cuộc tấn công thù địch của Mỹ.

## Cơ cấu tổ chức
Bộ Ngoại giao Cuba có cơ cấu tổ chức như sau:
- Tổng cục châu Mỹ Latinh và Caribe (DGALC)
- Tổng cục Vấn đề Song phương (DGAB)
- Tổng cục Tài sản Thống nhất (DGEEUU)
- Ban Vấn đề Đa phương và Luật Quốc tế (DGAMDI)
- Tổng cục Báo chí, Truyền thông và Hình ảnh (DGPCI)
- Tổng cục Kế hoạch Chính trị (DGPP)
- Tổng cục Lãnh sự và Kiều dân Cuba ở nước ngoài (DACCRE)
- Ban Lễ tân Tổng hợp (DP)
- Ban Cán bộ (DC)
- Ban Kinh tế và Tài chính (DEF)
- Ban Quốc phòng, An ninh và Bảo vệ (DDSP)
- Ban Thanh tra (DI)
- Ban Kiểm toán Nội bộ (DAI)
- Vụ Nhân sự Độc lập (DIRRHH)
- Vụ Pháp chế Độc lập (DIJ)
- Nhóm Dịch vụ Khách hàng (GAP)

### Đơn vị trực thuộc
- Trung tâm Dịch vụ và Công nghệ Máy tính (CTSI)
- Trung tâm Dịch vụ Máy tính và Truyền thông Đa phương tiện (CSIM)
- Trung tâm Quản lý Tài liệu (CGD)
- Trung tâm Thủ tục và Hộ chiếu (CPT)
- Đơn vị Dịch vụ và Hỗ trợ (UAS)
- Trung tâm Tài chính Kế toán (CCF)
- Điểm kiểm soát (PD)

### Đơn vị kèm theo
- Ủy ban Quốc gia Cuba về UNESCO (CNCU)
- Trung tâm Dịch thuật và Phiên dịch (ESTI)
- Viện Quan hệ Quốc tế Cao cấp Raúl Roa García (ISRI)
- Trung tâm Nghiên cứu Chính sách Quốc tế (CIPI)

## Bộ trưởng qua các thời kỳ

### Tổng trưởng Bộ Ngoại vụ (1869-1899)
- Eligio Izaguirre (1869-1870)
- Ramón de Céspedes (1870-¿1878?)
- Vacante (1878-1895)
- Rafael Portuondo Tamayo (1895-1897)
- Andrés Moreno de la Torre (1897-1899)

### Tổng trưởng Bộ Ngoại giao (1902-1940)
- Carlos de Zaldo (1902-1904)
- Tiến sĩ Carlos Eugenio Ortíz (1904-1905)
- Tiến sĩ Juan Francisco O´Farril (1905-1906)
- Orestes Ferrara y Marino (1932-1933)
- Carlos Saladrigas y Zayas (1933)
- Manuel Márquez Sterling (1933-1934)
- Cosme de la Torriente y Peraza (1934-1935)
- José Agripino Barnet (1935)
- Jorge Luis Echarte (1935-1936)
- José Manuel Cortina (1936-1937)
- Juan José Remos y Rubio (1937-1939)
- Miguel Ángel de la Campa y Caraveda (1939-1940)

### Bộ trưởng Bộ Quốc vụ (1940-1959)
- José Manuel Cortina (1940-1942)
- José Agustín Martínez (1942-1943)
- Emeterio Santovenia Echaide (1943-1944)
- Jorge Mañach Robato (1944)
- Gustavo Cuervo Rubio (1944-1945)
- Alberto Inocente Álvarez Cabrera (1945-1948)
- Carlos Hevia (1948-1950)
- Ernesto Dihigo y López Trigo (1950-1951)
- Miguel A. Suárez Fernández (1951)
- Óscar Gans (1951)
- Aureliano Sánchez Arango (1951-1952)
- Miguel Ángel de la Campa y Caraveda (1952-1955)
- Andrés Domingo Morales del Castillo (1955)
- Carlos Saladrigas y Zayas (1955-1956)
- Gonzalo Güell y Morales de los Ríos (1956-1959)
- Roberto Agramonte (1959)

### Bộ trưởng Bộ Ngoại giao (1959 đến nay)
- Raúl Roa García (1959-1976)

Một vị tên là Roberto Meléndez Díaz bị loại khỏi chức bộ trưởng
- Isidoro Malmierca Peoli (1976-1992)
- Ricardo Alarcón de Quesada (1992-1993)
- Roberto Robaina González (1993-1999)
- Felipe Pérez Roque (1999-2009)
- Bruno Rodríguez Parrilla (kể từ năm 2009)